# Verticordia pholidophylla
Verticordia pholidophylla är en myrtenväxtart som beskrevs av Ferdinand von Mueller. Verticordia pholidophylla ingår i släktet Verticordia och familjen myrtenväxter. Inga underarter finns listade i Catalogue of Life.